# 小林祐梨子
小林 祐梨子（こばやし ゆりこ、結婚後の本名：坂田 祐梨子、1988年12月12日 - ）は、兵庫県小野市出身の元女子陸上競技選手（中距離走・長距離走）、一般社団法人日本パラ陸上競技連盟 理事、公益財団法人神戸市スポーツ協会理事、小野市の観光大使「おの恋アンバサダー」。

## 略歴
- 1988年 三きょうだいの末っ子（次女）として小野市で誕生。
- 2004年 小野市立旭丘中学校からの卒業を経て、須磨学園高等学校に入学。
- 2006年 女子陸上1500mで日本新記録を樹立。
- 2007年3月 須磨学園高等学校を卒業。4月には豊田自動織機へ入社。
- 2008年8月 北京夏季オリンピック陸上女子5000mに出場（予選敗退）。
- 2009年1月 全国都道府県対抗女子駅伝で2区を走り29人抜きの区間新記録。
- 2009年8月 世界陸上競技選手権女子5000m決勝で決勝進出。
- 2015年1月 陸上競技からの引退を表明。
- 2016年 播磨学園で、教師として隔週で1回1時間、計算の授業を開始[2]。
- 2016年3月 造園業を営む男性との結婚を発表[3]。
- 2017年5月 第一子（男児）を出産[4]。出産の直後に撮影された映像が、『かんさい情報ネットten.』（読売テレビ）のエンディングコーナー「めばえ」で放送された。
- 2017年10月 ABCラジオのナイターオフ番組『伊藤史隆のラジオノオト』で、木曜日のパートナーに就任。
- 2017年11月 神戸マラソン2017のゲストランナーとして、フルマラソンを完走。
- 2018年4月 サンテレビの生放送番組『情報スタジアム 4時!キャッチ』で、月曜日のコメンテーターに就任。
- 2020年4月 毎日放送の生放送番組『ちちんぷいぷい』で、水曜日のレギュラーパネラーに起用。
- 2020年7月 一般社団法人日本パラ陸上競技連盟の理事に就任（任期は2年間）[5]。
- 2020年7月 公益財団法人神戸市スポーツ協会の理事に就任[6]
- 2020年12月 出身地の小野市から、初代の「おの恋アンバサダー」を委嘱[7]。
- 2021年2月 第二子（男児）を出産[8]。
- 2023年4月　自宅庭で第三子(女児)を出産

## 経歴・人物
須磨学園高等学校在学中の2005年、世界ユース選手権に出場し1500mで銀メダルを獲得した。さらにアジア選手権にはシニア代表として出場、1500mで銅メダルを獲得した。また同年、スーパー陸上では1500mの高校新記録を樹立、直後には3000mの高校記録も更新した（記録は8分52秒33）。
2006年度には、IAAFグランプリ大阪大会の女子1500m決勝で4分07秒86をマークした。日本新記録（当時）を達成するとともに、翌年の世界選手権参加B標準記録を突破した。世界ジュニア選手権では1500mで銅メダルを獲得。同年のドーハアジア大会にも出場し、4分14秒96の2位に入り銀メダルに輝いた。
同年12月の全国高校駅伝では2区で20人抜き、区間新記録、3年連続区間賞を達成。同校の3年ぶり2度目の優勝の原動力となった。なお本人曰く、2016年8月の手記にて、自身の陸上生活の最高の思い出はこの高校駅伝の優勝であると述べており、理由として、チームの心が一つになって優勝できたことがとても嬉しかったとの趣旨のことを述べている。高校の陸上部の仲間は「何でも話せる関係」とのことであり、引退を決意する際も相談したと述べている。
2007年4月豊田自動織機へ入社。社内留学制度を活用して岡山大学マッチングプログラムコースへ入学。社会人選手として実業団登録を申請するが、「勤務実態がない」などの規則を理由に却下されたため、日本スポーツ仲裁機構に調停申請を行ったが認められず、大学に通学していた4年間は、学連主催のレースにも、実業団連盟主催のレースにも出場できなかった。
2008年6月29日、第92回日本陸上選手権5000mに出場、福士加代子・渋井陽子・赤羽有紀子といった有力選手を向こうに回し、決勝レースで15分11秒97のタイムで走り抜き、堂々の優勝を飾った。この結果、小林は既に金栗四三杯長距離記録会に於いてA標準記録を突破していたため、8月19日には北京オリンピックの女子5000m予選に日本代表として初出場。日本から出場した3選手では最も速いタイム（15分15秒87）で組7着に入ったものの、わずか0秒75のタイム差で敗退した。
2009年1月11日、第27回全国都道府県対抗女子駅伝に兵庫県代表として2区 (4.0 km) を走り29人抜きの快走で区間新記録をマークした。6月27日、第93回日本選手権の5000mに出場。昨年に引き続き2連覇を目指すも、決勝レースでは中村友梨香に優勝をさらわれ、15分26秒84の3位に終わったが、この種目での世界陸上ベルリン大会出場を果たした。8月19日の世界陸上ベルリン大会・女子5000m予選では、15分21秒01の13位ながらもタイム順で拾われ決勝進出。そして3日後の8月22日の同大会女子5000m決勝レースに出走したが、結果は15分12秒44で11位、8位入賞には届かなかった（中村友梨香は決勝12位）。
2012年6月10日、第96回日本陸上選手権5000mに出場。この年の夏季にロンドンで開催されるオリンピックへの出場を目指していたが、4位に終わったため、北京に続く2大会連続の夏季オリンピック出場に至らなかった。
その後は座骨神経痛に悩まされ、2014年12月14日、全日本実業団対抗女子駅伝へ、豊田自動織機チームで6区・アンカーを務めるも区間8位・総合4位と振るわなかった。翌2015年1月20日、度重なる故障等の理由により、この年限りで陸上競技選手からの現役引退を表明した。
同郷（兵庫県出身）で学生時代に長距離走の選手（兵庫県立西脇工業高等学校の男子陸上部員）だった造園業の男性と、引退後に結婚。2017年に1児（長男）を授かった。結婚相手の男性（夫）は、中学2年時に兵庫県代表の選手として、小林と共に全国大会に出場。女子1,500m走のレースの直前に小林を激励したことがきっかけで、大会の直後から14年間にわたって交際を続けた末に結婚へ至った。小林によれば、兄・姉・夫の誕生月と誕生日には、自身と同じく1と2の数字しか入っていないという。
結婚後は、夫の出身地である兵庫県加古川市内に2016年から居住している縁で、同市から「加古川観光大使」を委嘱。元々は教員志望で、高校の教員免許（数学）を実際に保持していることから、第1子出産後の2017年からは播磨学園（加古川市内にある少年院）の教育課程で隔週（当初は毎週）水曜日に算数を教えている。
現在は、育児と並行しながら、旧姓の「小林」名義でスポーツコメンテーターや駅伝中継の解説者としても活動。各地のマラソン大会や、多数の芸能人が参加する在阪テレビ局制作番組の競走企画（『吉本陸上競技会』『関西駅伝No.1決定戦』など）にゲストランナーとして招かれているほか、講演活動などにも取り組んでいる。2016年2月28日には、地元兵庫県（姫路市発着）の「第2回世界遺産姫路城マラソン」でフルマラソンに初挑戦。3時間29分45秒（グロスタイム）で完走を果たした。その一方で、居住地の加古川市が靴下の一大産地でもあることから、地元メーカーのユニバルと共同で「韋駄天」（スポーツやウォーキングに適した特許製法のソックスやサポーター）を開発。2018年には、スイスホテル南海大阪で提供される期間限定メニュー「スポーツランチ」を監修している。
2017年度の下半期に『伊藤史隆のラジオノオト』へのレギュラー出演を始めたきっかけは、人柄や現役時代の活躍を知る伊藤史隆（朝日放送テレビのスポーツアナウンサー）の強い希望による。出演を始めてからは、播州弁（出身地である播磨地方の方言）を交えながら、「マシンガントーク」「足より口が動いている」と称されるほど雄弁な一面を存分に披露。中・長距離走やフルマラソンの有力選手・指導者に関するエピソードに加えて、陸上競技以外の話題でも、1児の母親の立場から積極的に発言している。2018年度から『4時!キャッチ』でレギュラーコメンテーター、2020年2月から毎日放送の情報番組（『ちちんぷいぷい』や後枠の『ミント!』）でスタジオパネラーに招かれるなど、陸上競技関連以外のテレビ番組へ出演する機会も相次いでいる。
2020年7月15日付で、一般社団法人日本パラ陸上競技連盟の理事に就任。理事の任期は同日から2年間だが、2020年11月に第二子（男児）の懐妊7ヶ月であることを公表したため、2021年の1月末までレギュラー番組やイベントへの出演を続けた後に、2月1日から産前産後休業に入っていた。同月13日に第二子を出産した後に、メディアなどでの活動を再開。
2020年に東京オリンピックの聖火リレーが日本国内で実施された場合には、5月下旬に兵庫県内のリレー区間で聖火ランナーを務める予定だった。しかし、同年の初頭から日本国内で新型コロナウイルスへの感染が広がっている影響で、聖火リレーもオリンピックの開催も第二子の出産後（2021年）にまで延期された。さらに、兵庫県内での聖火リレーが改めて予定されていた同年5月に新型インフルエンザ等対策特別措置法に基づく緊急事態宣言が県内へ発出されたことに伴って、県内の公道を使用したリレーが全面的に中止。実際には、小林が聖火ランナーとしてトーチを掲げながら走る機会はなく、5月23日に姫路城三の丸広場で開かれた無観客の代替イベントで「トーチキス」（舞台上でトーチ越しに聖火を次のランナーへ受け渡す儀式）へ臨むだけにとどまった。
オリンピック閉幕後の12月9日に開催された 「日本陸連アスレティックス・アワード2021」（日本陸上競技連盟から競技者・競技関係者に対する2021年分の年間表彰式）では総合司会を担当。TBSテレビの現職アナウンサーが代々司会を務めてきた前年（2020年）までのアスレティックス・アワード から一転して、トップレベルの女子陸上競技経験者としては初めて司会を任された。

## 自己記録
- 800m - 2分05秒78
- 1500m - 4分07秒86
- 3000m - 8分52秒33（高校記録）
- 5000m - 15分05秒37

## 現役引退後の主なレギュラー番組

### 現在（2024年4月以降）
- NHK総合テレビ・NHKラジオ第一で全国向けに放送される女子駅伝・マラソン中継 - 解説者やリポーターとして随時出演
  - TBSテレビとの共同制作で2019年と2023年に放送されたマラソングランドチャンピオンシップ中継では、NHKが女子のレースを中継した関係で、スタート前の出場選手リポートを担当。2019年には、男子のレースを中継したTBS系列との同時生放送ゾーンにも出演した。2023年には、NHKによる女子レースの中継のみの出演ながら、フィニッシュ後のリポートやサブチャンネルでの解説も担当。
  - 2020東京オリンピックの開催期間中は、陸上の中・長距離競技や北海道札幌市内で実施された男女マラソンで、NHK総合テレビが独自に制作した直前中継や関連番組に解説者として登場。詳細は不明だが、2024年パリオリンピックでも、女子陸上競技の中継で解説を担当することが内定している。

#### ラジオ
- 4 SEASONS-ENERGY- → ENERGY FRIDAY!!!（Kiss FM KOBE） - ターザン山下と共に「サウンドクルー」（パーソナリティ）として出演 
  - 2020年10月の放送開始前から、「Kissner」（キスナー：同局で放送される番組のヘビーリスナー）であることや、学生時代からのターザンファンであることを『ラジオノオト』などで公言している。
  - 2021年には、1月1日（金曜日）にも放送したため、『ラジオノオト』（当日は新春特別編成で休止）で共演している伊藤史隆（朝日放送テレビアナウンサー）がゲストで登場。産前産後休業入りに伴って、同月29日放送分を最後に休演していたが、4月2日放送分から復帰した（休演期間中は近藤夏子が代演）。
  - 『4 SEASONS』は（自身が出演していなかった月 - 木曜分を含めて）2022年3月に終了したが、翌4月以降も、金曜分を引き継いだ『ENERGY FRIDAY!!!』でターザン山下と共に「サウンドクルー」を続けている。

### 過去

#### テレビ
- 情報スタジアム 4時!キャッチ（サンテレビ） - 月曜コメンテーター
  - 番組開始の当初からレギュラーで出演。2021年1月25日放送分への出演を最後に休演したところ、産後休暇中の3月19日に放送を終了した。
- NEWS×情報 キャッチ+（サンテレビ） 
  - 『4時!キャッチ』の後継番組で、2021年4月1日（木曜日）の初回放送に、木曜日の「情報+」（17時台前半の地域情報パート）へ出演した。翌週（同月5日）以降は、前身番組の『4時!キャッチ』と同じく、月曜日の「情報+」にレギュラーで登場。その一方で、他曜日のロケ企画にも随時出演していた。
  - 『4時!キャッチ』時代から（2度にわたる産前産後休業をはさんで）6年間にわたってレギュラーで出演していたが、2024年3月18日（月曜日）放送分をもって卒業。『キャッチ+』では、番組開始当初のレギュラーパネラーが、小林の卒業によって完全に姿を消した。
- ちちんぷいぷい（毎日放送） -  水曜パネラー
  - 2020年2月からの不定期出演を経て、同年4月改編から、播磨学園で教鞭に立たない週の水曜日にスタジオパネラーとしてレギュラーで登場。同年8月からは一時、「うまーい兵庫インフォメーション」（兵庫県産の農畜産物を紹介するJA共済連兵庫のインフォマーシャルで金曜日のみ放送）にも出演していた。2021年1月20日放送分への出演を最後に休演したところ、産後休暇中の3月12日に番組自体が終了。

### ラジオ
- 伊藤史隆のラジオノオトシリーズ（朝日放送ラジオ） - 木曜→火曜パートナー
  - 番組初年度（2017年度）から木曜日を中心に出演していたが、2020年度のナイターオフ版（シーズン4）には、2021年1月28日放送分までスタジオへ登場。第二子の出産後も、電話で随時出演していた。2021年度のナイターオフ版（シーズン5）で、出演曜日を火曜日に変更。
  - 朝日放送ラジオの番組では、「実父（歯科技工士）の影響で幼少期から中学生時代まで熱心に聞いていた」という『おはようパーソナリティ道上洋三です』（2022年3月25日まで放送）にも、陸上競技関連の話題を取り上げる際に随時出演していた。同番組には学生時代にメッセージを何度も送っていて、現役引退の直後にも、メッセージを投稿したことがきっかけで電話を通じて出演。電話越しに熱弁を振るったところ、「やぶから1万円」（メインパーソナリティ・道上洋三の裁量による現金1万円のプレゼント）を初めて受けるに至った。
  - ラストシーズンになった2022年度（シーズン6）には、「育児と両立しにくい」との理由で、ナイターオフ版へのレギュラー出演を見合わせていた。ただし、2022年12月22日と2023年1月11日（いずれも水曜日）には、「スペシャルゲスト」としてスタジオへ登場。第三子を懐妊していることを2023年1月11日放送分で明かしたため、結果としてこの日で出演を終了した。
  - 伊藤が朝日放送テレビ正社員としての定年（2023年3月31日）を迎えた後に、嘱託扱いの「シニアアナウンサー」として同局に在籍しながら神戸新開地・喜楽館の支配人を兼務することになったため、番組自体も定年を前にレギュラー放送を終えた。ただし、朝日放送ラジオでは、「小林祐梨子のはじめの一歩!」（パートナー時代に担当していた冠コーナー）を単独番組として2024年6月16日の『日曜スペシャル』（21:30 - 22:15）で放送。2024年パリオリンピックの開幕を翌7月に控えていることを踏まえた事前収録番組で、収録には伊藤に加えて福士加代子（女子長距離走・フルマラソンの元選手）も同席した。また、『おはようパーソナリティ』には、後継のシリーズ番組（『おはようパーソナリティ小縣裕介です』）で陸上関連の話題を取り上げる際にも随時出演。

## 連載コラム
- 朝日新聞大阪本社「こばゆりの今日も走快!」（2021年4月15日 - 2024年3月、月に1回のペースで関西版の夕刊スポーツ欄に掲載）